# Clubmans TT

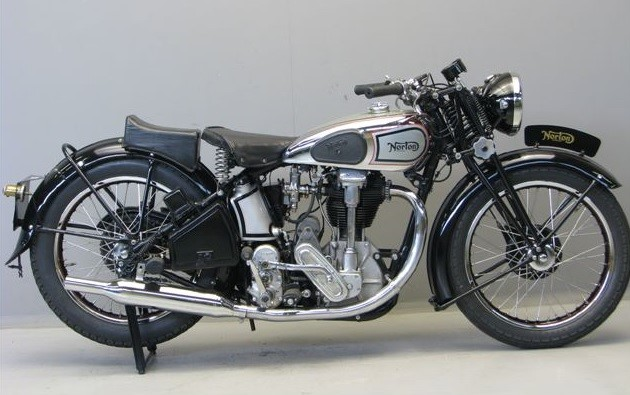
Deze Norton CS1 uit 1935 was een typische deelnemer aan de Clubmans Senior TT. Vooroorlogse modellen werden nog lang na de oorlog ingezet bij gebrek aan nieuwe.

De Clubmans TT (Clubmans Tourist Trophy) was een wegrace die werd georganiseerd tijdens de Isle of Man TT op het eiland Man.
De Clubmans TT was eigenlijk een noodgreep, die in 1947 voor het eerst werd ingesteld. Clubmanraces waren er al ver voor de Tweede Wereldoorlog. Het waren wedstrijden voor liefhebbers, die meestal in het bezit waren van sportmotoren die weliswaar sneller waren dan toermotorfietsen, maar toch geschikt waren voor gebruik op de openbare weg. Zo kon men eigenlijk over de weg naar een wedstrijd rijden en daarna ook weer naar huis. Na de oorlog werden de clubmanraces erg populair, omdat bijna alle oorlogsvliegvelden ongebruikt bleven en vaak voorzien waren van asfalt, zoals het Croft Circuit, Silverstone, Snetterton en Thruxton. Wat het eiland Man betreft waren er jaarlijks twee belangrijke wedstrijden. In het voorjaar (eind mei/begin juni) de Isle of Man TT en in het najaar (eind augustus/begin september) de Manx Grand Prix. Beide races kenden een trainingsweek en een wedstrijdweek met verschillende raceklassen. Het kwam er dus op neer dat een aantal openbare wegen op het eiland elk jaar vier weken moest worden afgesloten (hoewel tussen de trainingen en races door wel altijd enkele uren gebruik kon worden gemaakt van de wegen). 

## Isle of Man TT
De Isle of Man TT was de belangrijkste wedstrijd. Er werd deelgenomen door fabrieksrijders met fabrieksmotoren en door goede privérijders met productieracers. Buitenlandse merken huurden in het verleden Britse coureurs in omdat zij de 60 km-lange Snaefell Mountain Course kenden. In de TT van 1939 reed Jock West voor BMW, Maurice Cann en Stanley Woods voor Moto Guzzi, Fergus Anderson voor DKW, John White voor NSU en Ted Mellors voor Benelli. Daarnaast zetten de Britse merken Norton, Velocette en AJS hun beste fabrieksrijders in. Het veld werd aangevuld met goede privérijders die in de Manx Grand Prix hadden laten zien dat ze goed genoeg waren.

## Manx Grand Prix
De Manx Grand Prix was een wedstrijdserie die uitsluitend bestemd was voor amateurs. Ze werd weliswaar verreden met productieracers en dit waren dus wel coureurs die het racen serieus namen. Goed presteren in de Manx Grand Prix leverde promotie naar de Isle of Man TT op.

## Clubmans TT
Na de oorlog kon er nog niet meteen geracet worden. De meeste merken hadden oorlogsproductie gedraaid en niets ontwikkeld tijdens de oorlogsjaren. Bovendien waren grondstoffen schaars: aluminium, staal en rubber waren beperkt beschikbaar en in het Verenigd Koninkrijk kende men de "Pool gasoline", benzine die op de bon was. Het voorjaar van 1946 kwam te vroeg voor de Isle of Man TT, maar in augustus ging de Manx Grand Prix wel door, vooral met vooroorlogse machines. Waarschijnlijk waren er toen enorm veel inschrijvingen, waardoor de organisatie het verstandig vond om in 1947 een soort "kwalificatiewedstrijden" voor de MGP te organiseren. Men wilde echter niet de wegen nog eens twee weken afsluiten. Daarom werd besloten aan de TT van Man van 1947 de "Clubmans TT" te koppelen. Veel extra werk werd er niet van gemaakt, de Clubmans-klassen reden tegelijk, hoewel de Lightweight-klasse na drie ronden werd afgevlagd terwijl de andere klassen vier ronden reden. De inschrijvingen vielen toen al tegen: Voor de 500cc-Clubmans Senior TT 23, voor de 350cc-Clubmans Junior TT 21 en voor de 250cc-Clubmans Lightweight TT slechts 7. Tijdens de TT van Man van 1948 ging het iets beter: voor de Clubmans Senior TT waren er 41 inschrijvingen, voor de Clubmans Junior TT 35 en voor de Clubmans Lightweight TT 15. Tijdens de TT van Man van 1949 werd de Clubmans 1000 cc TT ingesteld, waaraan 10 mensen deelnamen, voornamelijk met Vincent-HRD's. De Clubmans Senior TT had 43 deelnemers, de Clubmans Junior TT 47 en de Clubmans Lightweight TT slechts 17. De TT van Man van 1950 leverde slechts 7 deelnemers aan de Clubmans 1000 cc TT op, 36 aan de Clubmans Senior TT, 56 aan de Clubmans Junior TT en slechts 5 aan de Clubmans Lightweight TT. 
Na 1950 werden de Clubmans 1000 cc TT en de Clubmans Lightweight TT wegens gebrek aan belangstelling afgeschaft en vanaf 1957 ook de beide andere klassen. 